# Chris McNealy
Christopher McNealy (* 30. April 1992) ist ein US-amerikanischer Basketballspieler.

## Laufbahn
McNealy, dessen Vater Chris der Ältere als Basketballprofi unter anderem bei den New York Knicks, in Italien sowie Spanien spielte, gehörte zur Basketballmannschaft der San Ramon Valley High School im US-Bundesstaat Kalifornien. Dort empfahl er sich mit guten basketballerischen Leistungen für ein Sport-Stipendium an der University of California, Irvine (UC Irvine). Ab 2010 war er Mitglied von  UC Irvines Basketballmannschaft in der ersten Division der NCAA. Er spielte bis 2014 für die Hochschulmannschaft, wurde im Laufe der Zeit Kapitän. Als er UC Irvine 2014 verließ, zählte er zu lediglich drei Spielern in der Geschichte der Mannschaft, die in ihrer Unizeit mehr als 1000 Punkte, 500 Rebounds und 200 Korbvorlagen erreicht hatten. Mit 135 für UC Irvine bestrittenen Partien stellte McNealy eine Bestmarke auf, kein Spieler hatte zuvor in mehr Begegnungen die Farben der Basketball-Mannschaft der Hochschule getragen.
Im Draft-Verfahren der NBA D-League sicherten sich 2014 die Sioux Falls Skyforce die Rechte an McNealy, noch vor dem Auftakt des Spieljahres 2014/15 wurde er jedoch aus dem Kader gestrichen.
Im Dezember 2015 wurde McNealy vom österreichischen Bundesligisten Oberwart Gunners verpflichtet. Er gewann mit Oberwart 2016 die österreichische Meisterschaft sowie den Pokalbewerb, was als bis dahin erfolgreichste Saison der Clubgeschichte bezeichnet wurde, und wurde als bester Spieler der Finalserie ausgezeichnet. In der Meistersaison erreichte er in der Bundesliga Mittelwerte von 13,7 Punkten, 4,8 Rebounds sowie 1,6 Korbvorlagen und steigerte sich in seinem zweiten Jahr in Oberwart auf 16,0 Punkte pro Begegnung, hinzu kamen im Mittel 4,3 Rebounds sowie 2,1 Vorlagen.
Im Herbst 2017 nahm er ein Vertragsangebot des griechischen Erstligisten Panionios Athen an. Er bestritt für Panionios bis zum Frühjahr 2018 insgesamt zwölf Ligaspiele und erzielte Mittelwerte von 6,8 Punkten und 4,1 Rebounds je Begegnung. Im November 2018 wurde McNealy vom finnischen Erstligaverein URA Basket verpflichtet. Er bestritt fünf Ligaspiele für die Mannschaft (7,6 Punkte/Spiel).